# Fei Xu
Fei Xu   (Pequín, 1969) (xinès: 徐绯 Pinyin: Xú Fēi) és una psicòloga del desenvolupament i científica cognitiu nord-americana que actualment és professora de psicologia i directora del Berkeley Early Learning Lab de la UC Berkeley. La seva investigació se centra en el desenvolupament cognitiu i del llenguatge, des de la infància fins a la infància mitjana.

## Primers anys de vida
Xu va néixer i va créixer a Pequín, Xina, on es va graduar de l'escola secundària afiliada a la Universitat Renmin de la Xina. Es va traslladar als Estats Units i va assistir al Smith College, on es va graduar el 1991 amb una llicenciatura en ciències cognitives. Va obtenir el seu doctorat. a Ciències Cognitives del MIT el 1995.

## Carrera
Xu va començar la seva carrera com a becària postdoctoral a la Universitat de Pennsilvània, la Universitat Rutgers i el MIT sota la direcció d'Alan M. Leslie. Es va incorporar a la Northeastern University com a professora ajudant el 1997. El 2003 es va traslladar a Vancouver per ser professora associada a la Universitat de Colúmbia Britànica (UBC) i va rebre la Càtedra de Recerca Canadenca en Ciències Cognitives del Desenvolupament. Va ser professora visitant a la UC Berkeley el 2007-2008 i després va tornar a la UBC. El 2009 es va incorporar al Departament de Psicologia de la UC Berkeley com a professora, on també és la directora del Early Learning Lab de l'escola.

## Recerca
Xu va treballar amb diversos destacats psicòlegs del desenvolupament i cognitius a principis de la seva carrera. Va treballar amb Susan Carey per al seu doctorat. investigació sobre la individuació d’objectes, conceptes sortals i aprenentatge inicial de paraules. Va treballar amb Elizabeth Spelke com a becària postdoctoral, centrant-se en la representació de nombres dels nadons prelingüístics. També va treballar amb Alan Leslie a la Universitat Rutgers sobre el concepte d'objecte dels nadons.
A partir de la dècada de 2010, Xu va defensar un nou enfocament de l'estudi del desenvolupament cognitiu, és a dir, el constructivisme racional. Va argumentar que els nadons humans comencen la vida amb un conjunt de primitius proto-conceptuals com ara objecte, nombre i agent, i a mesura que els joves aprenen llenguatge. Aquestes representacions inicials es transformen en un format compatible amb el llenguatge i el pensament proposicional. Va suggerir que tres tipus de mecanismes d'aprenentatge expliquin tant la revisió de les creences com el canvi conceptual genuí: (1) Aprenentatge de llengües i símbols; (2) Aprenentatge inductiu bayesià; i (3) Pensament constructiu. També suggereix que els nadons i els nens petits són aprenents actius, i que l’agència cognitiva forma part del desenvolupament. A més, ha explorat les implicacions del constructivisme racional per a la filosofia de la ment i l’ epistemologia.

## Premis
- 2006: premi Stanton[15] de la Society for Philosophy and Psychology.
- 2018: beca Guggenheim[1]
- És membre de l'Association for Psychological Science[16] i membre del consell editorial de Psychological Science.[17]
- 2020: membre de la Societat de Psicòlegs Experimentals.[18]